# 布賴恩斯羅德 (馬里蘭州)
布賴恩斯羅德（英語：Bryans Road）是一個位於美國馬里蘭州查爾斯縣的普查規定居民點。

## 人口
根據2020年美國人口普查的數據，布賴恩斯羅德的面積為39.84平方千米，當中陸地面積為39.84平方千米，而水域面積為0.00平方千米。當地共有人口8650人，而人口密度為每平方千米217人。